# Sophie Boström
Augusta Sofia (Sophie) Boström, född Tersmeden 15 april 1848 i Fittja församling, död 20 maj 1925 i Kungsholms församling i Stockholm, var en svensk rösträttsaktivist. 
Hon var verksam i kampanjen för införandet av kvinnlig rösträtt i Sverige och ordförande för Föreningen för kvinnans politiska rösträtt i Nyköping 1904–1907.